# Mauricio Mulder
Claudio Maurici Mulder Bedoya el nom real del qual és Claude Maurice Mulder Bedoya (Lima, 8 de juny de 1956) és un advocat, periodista i polític peruà, conegut en la política amb el sobrenom de "perro de chacra" ("gos de xacra"). Va ser Congressista de la República del Perú (2001-2006), i al costat de Jorge Del Castell és Secretari General del Partit Aprista Peruà (APRA). Va ser reelegit congressista per al període 2006-2011.
Malgrat haver estat alt dirigent del seu partit per llarg temps, va postular per primera vegada al Congrés de la República del Perú l'any 2001 amb un bon cabal de votació per Lima. Va ser dirigent universitari en la Universitat Catòlica en la dècada de 1970 i va treballar amb el fundador del APRA, Víctor Raúl Haja de la Torre.
Va fer estudis en el Col·legi Pestalozzi, en la Pontifícia Universitat Catòlica del Perú i en l'Institut Universitari d'Alts Estudis Internacionals de Ginebra, a Suïssa. Va treballar com a President del Directori de l'Empresa de Ràdio i Televisió del Perú durant el primer govern de Alan García (1985-1990). Després va ser Oficial d'Assumptes Polítics de les Nacions Unides en el procés de pau en El Salvador.
Va ser Cap de les pàgines internacionals i d'opinió de diversos diaris de Lima, com el diari Avui i La República. Va ser director del diari Avui.
Va ser un decidit opositor al govern de Fujimori. Va integrar el front Fòrum Democràtic que va impulsar la campanya de recol·lecció de signatures contra la reelecció de Alberto Fujimori. Va encapçalar l'any 2001 la Comissió Especial investigadora de la dictadura fujimorista.
És des del 28 de juliol de l'any 2006 el Secretari General únic del Partit Aprista, ja que el cosecretari general Jorge del Castillo va assumir la Presidència del Consell de Ministres a l'inaugurar-se el segon govern d'Alan García.
Se li coneix com un ortodox de la linea històrica del aprisme i capdavantera de l'ala esquerrana de dita partida.